# Sovjet Top Liga 1936 (najaar)
In het najaar van 1936 werd de tweede editie van de Sovjet Top Liga gespeeld voor voetbalclubs uit Sovjet-Unie, in deze tijd heette de competitie nog Groep A. De competitie werd gespeeld van 5 september tot 30 oktober. Spartak Moskou werd kampioen.

## Eindstand
| Plaats | Club                     | Wed. | W | G | V | Saldo | Ptn. |
| ------ | ------------------------ | ---- | - | - | - | ----- | ---- |
| 1.     | Spartak Moskou           | 7    | 4 | 2 | 1 | 19:10 | 17   |
| 2.     | Dinamo Moskou            | 7    | 3 | 3 | 1 | 21:12 | 16   |
| 3.     | Dinamo Tbilisi           | 7    | 3 | 3 | 1 | 14:9  | 16   |
| 4.     | Lokomotiv Moskou         | 7    | 4 | 0 | 3 | 18:14 | 15   |
| 5.     | Krasnaja Zarja Leningrad | 7    | 3 | 0 | 4 | 13:18 | 13   |
| 6.     | Dinamo Kiev              | 7    | 1 | 3 | 3 | 16:19 | 12   |
| 7.     | Dinamo Leningrad         | 7    | 1 | 3 | 3 | 7:15  | 12   |
| 8.     | CDKA Moskou              | 7    | 2 | 0 | 5 | 9:20  | 11   |

|  | Kampioen |

De toenmalige namen worden weergegeven, voor clubs uit nu onafhankelijke deelrepublieken wordt de Russische schrijfwijze weergegeven zoals destijds gebruikelijk was, de vlaggen van de huidige onafhankelijke staten geven aan uit welke republiek de clubs afkomstig zijn. 

#### Topschutters
| Speler               | Speler                 | Goals | Club             |
| -------------------- | ---------------------- | ----- | ---------------- |
| Vlag van Sovjet-Unie | Georgi Glazkov         | 7     | Spartak Moskou   |
| Vlag van Sovjet-Unie | Michail Berdzenisjvili | 6     | Dinamo Tbilisi   |
| Vlag van Sovjet-Unie | Sergej Iljin           | 6     | Dinamo Moskou    |
| Vlag van Sovjet-Unie | Viktor Lavrov          | 6     | Lokomotiv Moskou |
| Vlag van Sovjet-Unie | Vladimir Stepanov      | 6     | Spartak Moskou   |
| Vlag van Sovjet-Unie | Boris Paitsjadze       | 6     | Dinamo Tbilisi   |

### Kampioen
| Groep A 1936                       |
| Sovjet Unie                        |
| ---------------------------------- |
| SPARTAK MOSKOU Kampioen (1° titel) |